# Leptastrea aequalis
Leptastrea aequalis là một loài san hô trong họ Faviidae. Loài này được Veron mô tả khoa học năm 2002.